# Historia de la vida del Buscón

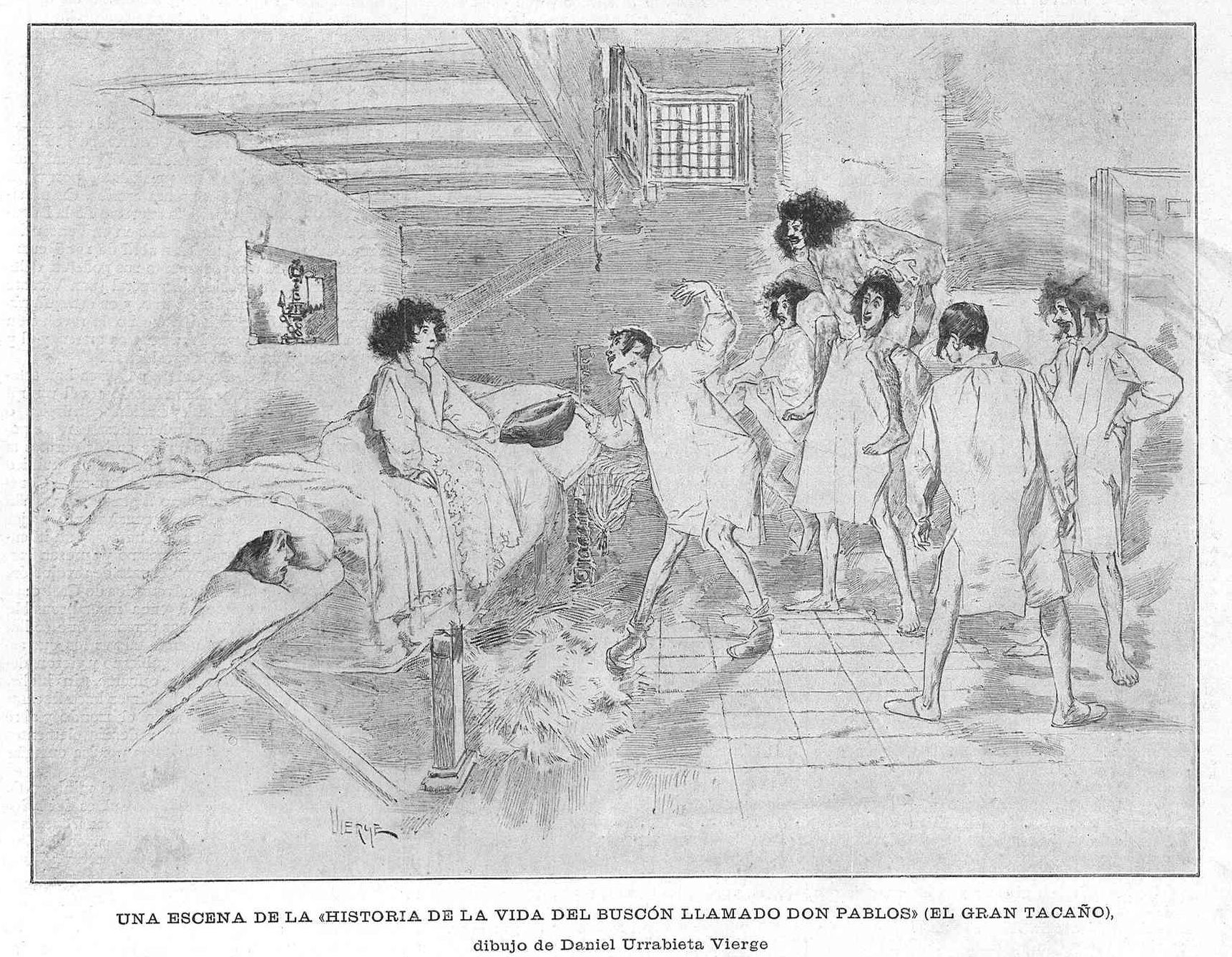
Illustratie van een scène uit het boek door Daniel Urrabieta Vierge (1909)

El Buscón is een picareske roman van Francisco de Quevedo uit 1626. De volledige titel is Historia de la vida del Buscón, llamado Don Pablos, ejemplo de vagamundos y espejo de tacaños (Verhaal van het leven van de zwendelaar genaamd Don Pablos, voorbeeld voor vagebonden en spiegel voor schelmen). 

## Totstandkoming
Het werk bestaat uit drie boeken en moet geschreven zijn rond 1603-1604. Het circuleerde als manuscript tot het in 1626 te Zaragoza werd gedrukt zonder toestemming van de schrijver. Hij zou overigens nooit erkennen dat hij er de auteur van was, waarschijnlijk om problemen met de Inquisitie te vermijden. 

## Inhoud en stijl
De hoofdpersoon en ik-verteller, Pablos, is een bedelaar-oplichter uit Segovia die zich tot doel stelt een deugdzame edelman te worden. Hoewel hij zijn meesters vaak te slim af is, faalt hij in zijn opzet. Doorheen alle satire wordt de orde van de standenmaatschappij dus bevestigd. Behalve om de karikaturen is het boek ook beroemd om de woordspelingen en andere talige hoogstandjes. De tekst is voorts een interessante bron van informatie over de dieventaal Germanía.

## Nachleben
In 1979 verfilmde Luciano Berriatúa het verhaal onder de titel El Buscón, met in de hoofdrol Francisco Algora.
Alain Ayroles en Juanjo Guarnido maakten in 2019 de striproman Les Indes fourbes, die ze presenteerden als het aangekondigde maar nooit gerealiseerde tweede deel van El Buscón. In het Nederlands verscheen het onder de titel Het goud van de zwendelaar.

## Nederlandse vertalingen
- Vermaeckelycke historie van den kluchtighen Buscon, vert. Jacob de Lange, Amsterdam, 1642
- De holbollige Buskon, vert. D.V.R., Amsterdam, 1642
- Verhaal van de lotgevallen van den gelukzoeker don Pablo. Het model van vagebonden en de spiegel voor schelmen, vert. H.H.A. Neijs, Rotterdam, 1920
- De zwendelaar = El buscón, vert. Sophie Brinkman, 1990. ISBN 9789071677366 (tweetalige uitgave Spaans-Nederlands)